# Клиф Вилиџ (Мисури)
Клиф Вилиџ (енгл. Cliff Village) град је у америчкој савезној држави Мисури.

## Демографија
По попису из 2010. године број становника је 40, што је 7 (21,2%) становника више него 2000. године.
| Група             | 2000.       | 2010.      |
| Белци             | 33 (100,0%) | 35 (87,5%) |
| Афроамериканци    | 0 (0,0%)    | 0 (0,0%)   |
| Азијати           | 0 (0,0%)    | 0 (0,0%)   |
| Хиспаноамериканци | 0 (0,0%)    | 0 (0,0%)   |
| Укупно            | 33          | 40         |